# La moto
La moto es una canción de música pop inicialmente grabada por banda española Los Bravos, en 1966.

## Historia
El tema, compuesto por Manolo Díaz, inicialmente iba a ser el sencillo debut del grupo Los Pasos. Sin embargo, Muñoz de acuerdo con el productor Alain Milhaud decidió que fueran Los Bravos los que editaran la canción.
La moto fue un auténtico revulsivo en la carrera de Los Bravos, los catapultó a la fama y alcanzó el número uno en las listas españolas.
Musicalmente, es una canción parecida a otra de los Beatles: Can't Buy Me Love, que además está en el mismo tono. 

## Versiones
Los Bravos realizaron una versión en lengua inglesa titulada Baby, believe me. Por otro lado, el mismo año, Los Pasos también grabaron la canción con la discográfica Hispavox. En 1998 fue versionada por el grupo Los Centellas.